# 88 Fingers Louie
88 Fingers Louie es una banda de punk rock de Chicago, Illinois, formada en 1993, que tocan hardcore punk, melodic hardcore y punk rock. Lanzaron su debut en 1993, titulado Go Away. Después de separarse en 1999,  Joe Principe y Dan Wleklinski formaron la banda de punk rock Rise Against. Denis Buckley canta en la banda de hardcore melódico Explode and Make Up.

## Reunión y álbum en vivo
En octubre de 2009, la banda tocó en el Riot Fest de Chicago. La reunión contó con Mr. Precision (Dan Wleklinski) y Denis "The Grandpa" Buckley. El álbum se tituló 88 Fingers Louie LIVES y es un CD de 26 pistas y 78 minutos de duración grabado en el Bottom Lounge de Chicago el 15 de agosto de ese mismo año.

## Discografía
- Go Away (1993).
- Wanted (1993).
- Behind Bars (1995).
- 88 Fingers Up Your Ass (1997).
- The Dom Years (1997).
- The Teacher Gets It (1997).
- Back On The Streets (1998).
- 88 Fingers Louie/Kid Dynamite (1999).
- 88 Fingers Louie LIVES (2009).
- 88 Fingers Louie Lives DVD (2010).[5]
- Thank You for Being a Friend (2017)
- Get off my lawn (2017)